# 陈辉堂
陈辉堂（1933年—），男，广东潮阳人，中国自动控制理论及应用专家，曾任西安交通大学教授、博士生导师。